# 1643.
◄ | 16. stoljeće | 17. stoljeće | 18. stoljeće | ►
◄ | 1610-ih | 1620-ih | 1630-ih | 1640-ih | 1650-ih | 1660-ih | 1670-ih | ►
◄◄ | ◄ | 1640. | 1641. | 1642. | 1643. | 1644. | 1645. | 1646. | ► | ►►
Arhitektura • Astronomija • Glazba • Kazalište • Kiparstvo • Knjige • Književnost • Kršćanstvo • Medicina • Politika • Pravo • Promet • Slikarstvo • Znanost

## Događaji
- Utemeljen Hrvatski zemaljski arhiv
- Izgrađena Predsjednička palača u Varšavi.

## Rođenja
- 4. ožujka – Fran Krsto Frankopan, hrvatski plemić, vojskovođa i pjesnik iz velikaške obitelji Frankopan († 1671.)
- Jelena Zrinski, hrvatska velikašica iz obitelji knezova Zrinskih († 1703.)

## Smrti
- 29. studenog – Claudio Monteverdi, talijanski skladatelj (* 1567.)

## Vanjske poveznice
|  | Zajednički poslužitelj ima još gradiva o temi 1643. |